# Howard Lake, Ontario
Howard Lake är en sjö i Algoma District i provinsen Ontario i den sydöstra delen av Kanada. Howard Lake ligger 284 meter över havet. Sjön har sitt utlopp i söder och vattnet rinner till Copp Lake och vidare till Little Chiblow Lake. Howard Lake tillhör Blind Rivers avrinningsområde.